# インターネットマルチフィード
インターネットマルチフィード株式会社（Internet Multifeed Co.）は日本の電気通信事業者（インターネットサービスプロバイダ）である。

## 概要
日本でのインターネットデータセンターの草分け。
その後サービスを増やし、JPNAPサービス（インターネットエクスチェンジサービス）、transixサービス（ISP向けIPv6ローミングサービス)、パブリック向けNTPサービスを行っている。

## 略歴
- 1997年9月 - インターネットマルチフィード株式会社設立[2]。
- 1999年11月 - インターネット上への日本標準時供給サービスに関する共同研究開始。
- 2000年6月14日 - 高アクセス・コンテンツの最適配信サービスに向けた実験。
- 2001年5月1日 - JPNAPサービスの本格サービス開始。
- 2002年1月 - JPNAP大阪サービス開始。
- 2002年6月 - JPNAP6サービス開始。
- 2003年1月 - JPNAPにて10Gインタフェースの提供開始。
- 2005年2月 - Euro-IXに加盟。
- 2006年1月 - 標準時配信サービス「タイムフィード（TimeFEED）」の開始。
- 2008年1月 - JPNAP東京IIサービス開始。
- 2008年3月 - JPNAPにてIPv6デュアルスタックの提供開始(その後JPNAP6サービスの申込を終了)。
- 2011年7月 - transixサービス開始。
- 2012年5月 - JPNAPにて100Gインタフェースの提供開始。
- 2014年10月 - transixサービスにてIPv4 over IPv6 オプションサービスの開始。
- 2014年10月 - RPKI ROAパブリックキャッシュ情報配信の試験提供開始。